# Bulbophyllum careyanum
Bulbophyllum careyanum es una especie de orquídea epifita  originaria de  	 Asia.

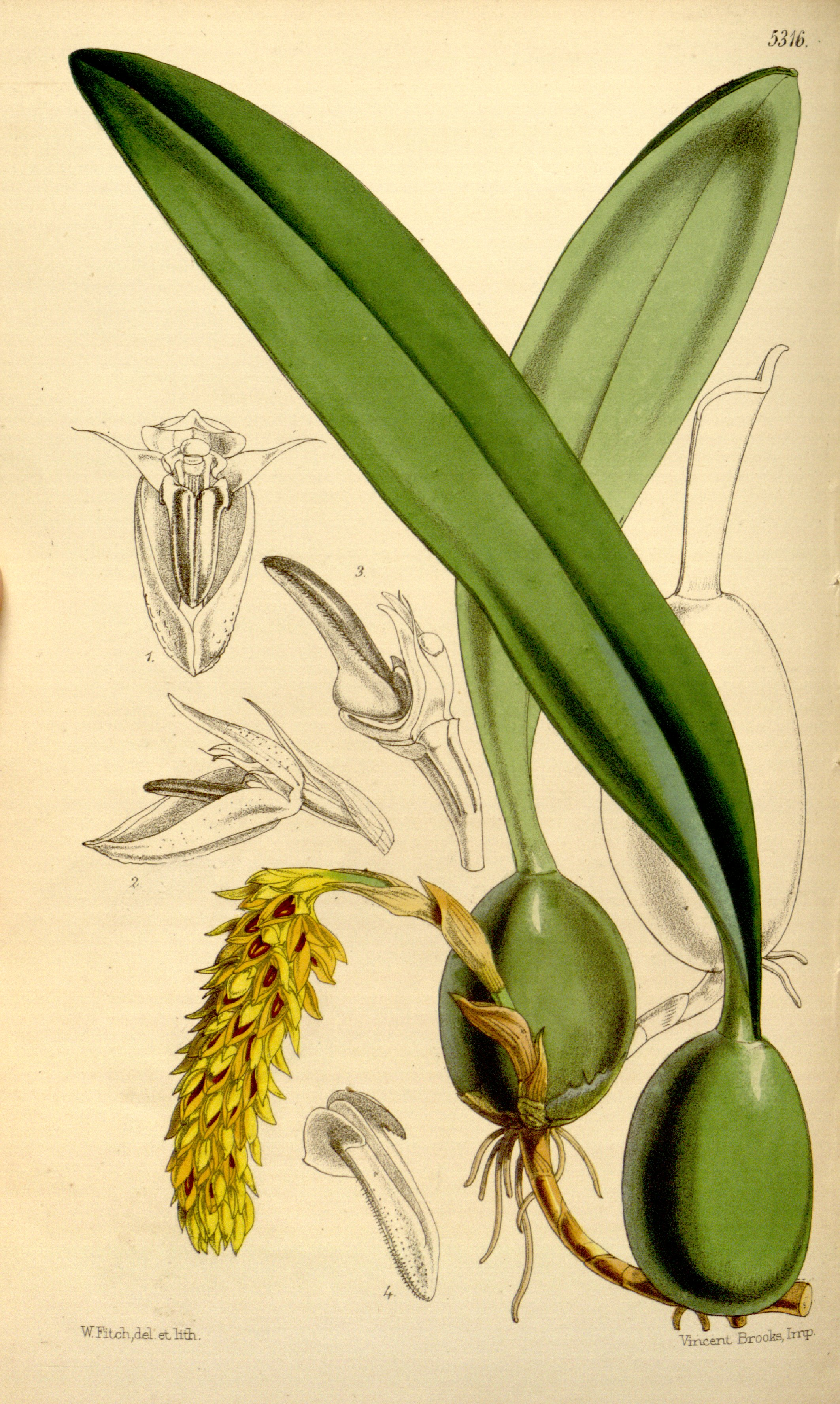
Ilustración

## Descripción
Es una orquídea de pequeño tamaño, con hábitos epifita con pseudobulbos esféricos a oblongos, ligeramente acanalados con una sola hoja apical, oblonga a oblongo lineal, disminuyendo en cada extremo, sub-sésil  abajo, sub-aguda y con muescas. Florece en el invierno y la primavera en una inflorescencia basal, corpulenta de 23 cm de largo, axilar y colgante con muchas  flores con  brácteas lanceoladas, de color marrón y  flores malolientes con brácteas florales lanceoladas que son más largas que el ovario y todas agrupadas en un racimo cilíndrico denso. Mejor se cultivan en helechos o corcho, siempre húmedos, aunque se desecan y calientan en condiciones de frío con una ligera sombra.

## Distribución y hábitat
Se encuentra en el Himalaya oriental, Assam, Nepal, Bután, Sikkim, Birmania, Tailandia y Vietnam en los bosques de hoja perenne en las tierras bajas  en elevaciones de 200 a 2100 metros. 

## Taxonomía
Bulbophyllum careyanum fue descrita por (Hook.) Spreng.  y publicado en Systema Vegetabilium, editio decima sexta 3: 732. 1826.
Etimología
Bulbophyllum: nombre genérico que se refiere a la forma de las hojas que es bulbosa.
careyanum: epíteto latino que significa "de carey".
Sinonimia
- Anisopetalum careyanum Hook.	basónimo
- Bulbophyllum careyanum var. ochracea Hook.f.
- Bulbophyllum cupreum Hook.
- Phyllorchis purpurea (Hook.) Kuntze
- Phyllorkis purpurea (Hook.) Kuntze
- Pleurothallis purpurea D.Don
- Tribrachia purpurea (D.Don) Lindl.[3][4]